# Jaskinia Jaszczurowska Wodna
Jaskinia Jaszczurowska Wodna (Jaskinia Jaszczurowska Wodna w Jaszczurówce, przy Kaplicy) – jaskinia w Dolinie Olczyskiej w Tatrach Zachodnich. Wejście do niej położone jest u wylotu Doliny Olczyskiej, w pobliżu kapliczek w Jaszczurówce, na wysokości 915 metrów n.p.m. Długość jaskini wynosi 33 metry, a jej deniwelacja około 3 metry.

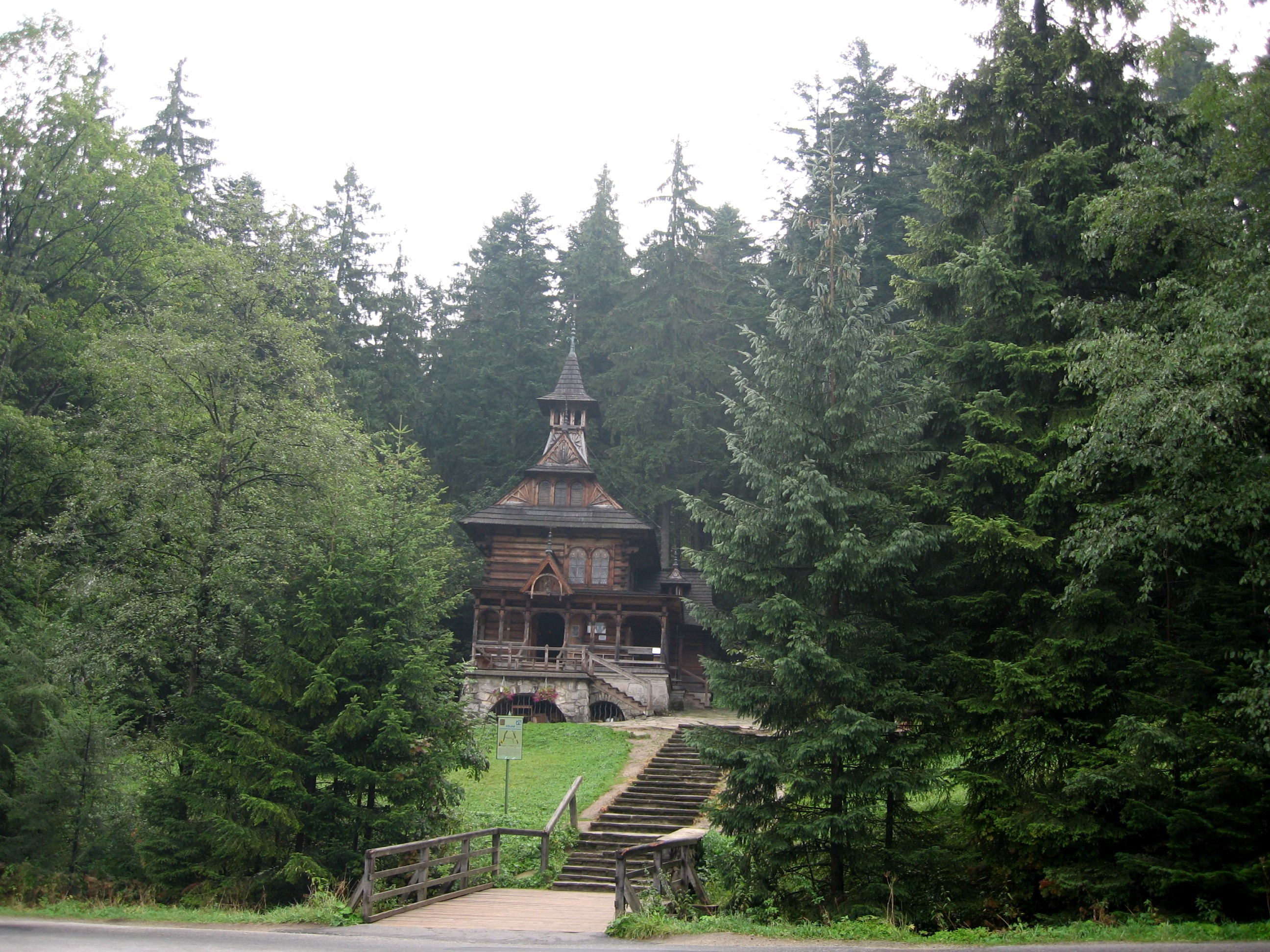
Kaplica w Jaszczurówce

## Opis jaskini
Otwór wejściowy jest niezbyt obszerną szczeliną, w ostatnich latach niedostępną, bo otoczoną budynkiem ujęcia wód. Na ogół suchy jest tylko wstępny korytarz jaskini o długości 10 metrów. W dalszej jej części korytarze są częściowo lub całkowicie zalane wodą.

## Przyroda
W jaskini płynie na stałe woda prawdopodobnie do źródła, znajdującego się kilkanaście metrów niżej. Zdarza się, że zalewa ona wstępny korytarz i wypływa otworem.

## Historia odkryć
Jaskinia była znana od dawna. W 1889 roku wejście do niej rozkopał oraz rozszerzył korytarz wejściowy Pauli, leśniczy z Zakopanego. W otworze znaleziono szkielet łosia. Szkielet ten znajduje się w Zakładzie Geologicznym Akademii Górniczo-Hutniczej w Krakowie. 
Pierwszy plan i opis jaskini sporządził Kazimierz Kowalski w 1952 roku.